# Anufo (peuple)
Pour les articles homonymes, voir Anufo.
Les Anufo sont une population d'Afrique de l'Ouest vivant au Ghana, au Togo et au Bénin.

## Ethnonymie
Selon les sources et le contexte, on observe de multiples formes : Ando, Anoufom, Anufom, Anufos, Chakosi, Chakossi, Chokosi, Chokossi,  
Chokossis, Kyokoshi, Kyokosi, Tchokossi, Tiokossi, Tschokossi, Tshokossi, Tyokosi, Tyokossi.

## Langues
Leur langue est l'anufo, une langue kwa. Le nombre total de locuteurs est estimé à 137 600, dont 66 000 au Ghana (2003), 57 800 au Togo (2002) et 13 800 au Bénin (2002). Le français et le moré sont également utilisés.